# Bernardo de Saxe-Weimar-Eisenach (1878–1900)
O príncipe  Bernardo de Saxe-Weimar-Eisenach (18 de Abril de 1878 – 1 de Outubro de 1900) foi um membro da casa grã-ducal de Saxe-Weimar-Eisenach e tenente no Exército prussiano. Tinha os títulos de "príncipe de Saxe-Weimar-Eisenach, duque da Saxónia" com a forma de tratamento de "Sua Alteza".

## Nascimento e família
O príncipe Bernardo nasceu em Weimar, o segundo filho de Carlos Augusto, Grão-Duque Hereditário de Saxe-Weimar-Eisenach e da sua esposa, a princesa Paulina de Saxe-Weimar-Eisenach. Era irmão mais novo do último grão-duque de Saxe-Weimar-Eisenach, Guilherme Ernesto. Os seus avós paternos eram o grão-duque Carlos Alexandre e a sua esposa, a princesa Sofia dos Países Baixos, através da qual, Bernardo se encontrava na linha de sucessão do trono holandês.

## Pretendente da rainha Guilhermina
Bernardo era um parente próximo da família real holandesa e, desde muito novo que muitos o consideravam o candidato ideal para se casar com a jovem rainha Guilhermina dos Países Baixos. Desde criança que o príncipe foi educado para se considerar como o futuro consorte, e até a mãe da rainha, Ema, era a favor do casamento. Apesar de terem surgidos rumores de que o noivado estaria prestes a ser anunciado várias vezes, a jovem rainha nunca se mostrou a favor de se casar com o primo, descrevendo Bernardo como "pouco atraente" e "pouco sensível".
Quando a jovem Guilhermina não correspondeu os sentimentos de Bernardo, surgiram rumores de que o príncipe entrou em depressão, acabando por morrer aos vinte-e-dois anos de idade em Weimar. A causa oficial da sua morte súbita foi tuberculose apesar de muitos acreditarem que o jovem se terá suicidado. Pouco depois da sua morte, a corte holandesa anunciou o noivado de Guilhermina com o duque Henrique de Mecklemburgo-Schwerin.

## Genealogia
| Bernardo de Saxe-Weimar-Eisenach | Pai: Carlos Augusto, Grão-Duque Hereditário de Saxe-Weimar-Eisenach | Avô paterno: Carlos Alexandre, Grão-Duque de Saxe-Weimar-Eisenach | Bisavô paterno: Carlos Frederico, Grão-Duque de Saxe-Weimar-Eisenach |
| Bernardo de Saxe-Weimar-Eisenach | Pai: Carlos Augusto, Grão-Duque Hereditário de Saxe-Weimar-Eisenach | Avô paterno: Carlos Alexandre, Grão-Duque de Saxe-Weimar-Eisenach | Bisavó paterna: Maria Pavlovna da Rússia (1786–1859)                 |
| Bernardo de Saxe-Weimar-Eisenach | Pai: Carlos Augusto, Grão-Duque Hereditário de Saxe-Weimar-Eisenach | Avó paterna: Sofia dos Países Baixos                              | Bisavô paterno: Guilherme II dos Países Baixos                       |
| Bernardo de Saxe-Weimar-Eisenach | Pai: Carlos Augusto, Grão-Duque Hereditário de Saxe-Weimar-Eisenach | Avó paterna: Sofia dos Países Baixos                              | Bisavó paterna: Ana Pavlovna da Rússia                               |
| Bernardo de Saxe-Weimar-Eisenach | Mãe: Paulina de Saxe-Weimar-Eisenach                                | Avô materno: Hermano de Saxe-Weimar-Eisenach                      | Bisavô materno: Bernardo de Saxe-Weimar-Eisenach                     |
| Bernardo de Saxe-Weimar-Eisenach | Mãe: Paulina de Saxe-Weimar-Eisenach                                | Avô materno: Hermano de Saxe-Weimar-Eisenach                      | Bisavó materna: Ida de Saxe-Meiningen                                |
| Bernardo de Saxe-Weimar-Eisenach | Mãe: Paulina de Saxe-Weimar-Eisenach                                | Avó materna: Augusta de Württemberg                               | Bisavô materno: Guilherme I de Württemberg                           |
| Bernardo de Saxe-Weimar-Eisenach | Mãe: Paulina de Saxe-Weimar-Eisenach                                | Avó materna: Augusta de Württemberg                               | Bisavó materna: Paulina Teresa de Württemberg                        |